# 奥韦罗龙属
奥韦罗龙属（学名：Overosaurus，意为“奥韦罗的蜥蜴”，名称取自发现化石的塞罗·奥韦罗地）是蜥脚类恐龙已灭绝的一属，仅含一个种：帕氏奥韦罗龙（Overosaurus paradasorum）。该物种生存于大约8600至8400万年前白垩纪晚期的巴塔哥尼亚（位于阿根廷南部）。与来自巴塔哥尼亚的其他蜥脚类动物如萨尔塔龙科和其他风神龙族相比，奥韦罗龙体型相对较小。它是一种陆栖食草动物，属于蜥脚类的小型物种，体长约为10米（33英尺）。

## 发现与命名
唯一的奥韦罗龙化石发现于阿根廷巴塔哥尼亚的塞罗·奥韦罗地（Cerro Overo locality）。该标本在2002年由卡门富内斯博物馆（Museo Carmen Funes）、阿根廷乌尔基萨市博物馆（Museo Argentino Urquiza）和洛杉矶自然历史博物馆（Natural History Museum of Los Angeles County）的研究人员在约8400至7800万年前白垩纪晚期坎帕阶的陆地沉积物中收集。标本目前收藏于阿根廷乌尔基萨市博物馆中。标本由卡洛斯·帕拉达（Carlos Parada）及其家人发现，他们为博物馆工作人员提供了后勤支持，并在野外工作期间提供了帮助。塞罗·奥韦罗地最初报道为位于内乌肯群的阿纳克雷托组，但现在归于下营组。
2013年，罗多尔夫·科里亚（Rodolfo A. Coria）、莱昂纳多·菲尔（Leonardo S. Filippi）、路易斯·M·恰佩（Luis M. Chiappe）、罗多尔夫·加西亚（Rodolfo García）和安德里亚·阿库奇（Andrea B. Arcucci）等人对标本进行了叙述和命名。属名取自化石发现地塞罗·奥韦罗，并加以希腊语后缀saurus；种名致敬卡洛斯·帕拉达及其家人。

## 叙述
正模标本编号为MAU-Pv-CO-439，包括：从第10节颈椎到第20节尾椎的完全连接的椎系列、最后三节颈椎的肋骨（即颈肋）、六个右背肋（分别与其对应的第2、3、4、5、8、9节椎骨连接）、五个左背肋（与各自对应的第2、3、4、5、8节椎骨相连）、第9、10节背椎两侧的背肋近端部分，完整的右髂骨和破碎的左髂骨。 具体来说，椎系列包括最后四节颈椎、十节背椎、六个骶骨和二十节尾椎。 骶骨由六个融合的骶椎组成。

## 分类学
本属与其它泰坦巨龙类分类单元的区别在于其髂骨以及颈椎、背椎和尾椎的独特特征。一个有关岩盔龙类的系统发育分析将奥韦罗龙放置在风神龙族内，作为弗氏冈瓦纳巨龙、马卡亚探索龙、里奥内格罗风神龙和巨风神龙组成的单系群的姊妹分类单元。

## 古生态学
发现奥韦罗龙的下营组已出土多种脊椎动物的化石，包括：蛇颈龟科的洛玛拉塔龟；蛇类的恐蛇；大量鳄形超目，如科马约鳄、犬齿鳄、洛马鳄、加斯帕里尼鳄、诺托鳄、佩罗鳄、单鳄以及巴罗萨鳄；大量蜥脚类，如泰坦巨龙类的博妮塔龙、林孔龙和山神巨龙；大量鸟脚类，如薄板类的岭奔龙；大量兽脚类，如角鼻龙类的速龙和道猎龙、大盗龙类的特拉塔尼亚龙、阿瓦拉慈龙类的阿基里斯龙和阿瓦拉慈龙、反鸟亚纲的内乌肯鸟以及已知最早的不飞鸟――巴塔哥鸟。
地层中发现了一些小型巢穴，其中存在蛋化石，可能属于内乌肯鸟。